# Égéshő
Az égéshő (régebbi nevén égésmeleg) az a fajlagos hőmennyiség, amely egy kilogramm tüzelőanyagból összesen felszabadul, ha az égéstermékeket a kiindulási hőmérsékletre hűtjük vissza.
Mivel ez a végállapot ipari körülmények között a legritkább esetben valósul meg, a gyakorlatban a fűtőértéket szokás használni. Ugyanakkor, mivel laboratóriumi körülmények között ezt az értéket a legkönnyebb megmérni, a fűtőértéket általában ebből számítják.
Jellemző mértékegysége: kJ/kg.
Az égéshő további elnevezései az angolszász irodalomból tükörfordítással átvett felső fűtőérték (Higher Heating Value, HHV, vagy Higher Calorific Value, HCV).

## Fűtőanyagok összehasonlítása
| Tüzelőanyag                   | Égéshő MJ/kg | Égéshő kJ/mol | Fűtőérték MJ/kg |
| ----------------------------- | ------------ | ------------- | --------------- |
| Hidrogén                      | 141,80       | 286           | 119,96          |
| Metán                         | 55,50        | 889           | 50,00           |
| Etán                          | 51,90        | 1560          | 47,80           |
| Propán                        | 50,35        | 2220          | 46,35           |
| Propén (Propilén)             |              | 2049          |                 |
| Bután                         | 49,50        | 2877          | 45,75           |
| Pentán                        |              |               | 45,35           |
| Benzin                        | 47,30        |               | 44,4            |
| Paraffin                      | 46,00        |               | 41,50           |
| Kerozin                       | 46,20        |               | 43,00           |
| Gázolaj                       | 44,80        |               | 43,4            |
| Szén (antracit)               | 32,50        |               |                 |
| Szén (Lignit)                 | 15,00        |               |                 |
| Fa (nedvesség és hamu nélkül) | 21,7         |               |                 |
| Tőzeg (nedves)                | 6,00         |               |                 |
| Tőzeg (száraz)                | 15,00        |               |                 |